# Lionel Miny
Lionel Miny (* 21. August 1991 in Guadeloupe) ist ein französischer Radrennfahrer aus dem Überseedépartement Guadeloupe.
Miny fuhr 2011 für das Team Jeunesse Cycliste Abymes und gewann mit der dritten Etappe der Tour de la Guadeloupe von Lamentin nach Petit-Bourg sein erstes Rennen auf der UCI America Tour.

## Erfolge
2011
- eine Etappe Tour de la Guadeloupe